# Kakanj (Chorwacja)
Kakanj – wieś w Chorwacji, w żupanii szybenicko-knińskiej, w gminie Kistanje. W 2011 roku liczyła 49 mieszkańców.